# Parker Building (Nueva York)
El Parker Building era una estructura de oficinas y loft de 12 pisos que se completó en 1900 en la esquina sureste de la Cuarta Avenida (más tarde Park Avenue South) y la calle 19, en Manhattan, Nueva York. El edificio ocupaba un terreno donde anteriormente estaba el Cyclorama de Gettysburg.

## Primeros años
En 1902, el Parker Building fue adquirido por Metropolitan Life Insurance Company. La adquisición fue negociada por Frank E. Smith a través de John F. Hollingsworth. Este último aceptó el Hotel Westminster, en Irving Place, como pago parcial. La hipoteca total sobre el Parker Building fue de 900 000 dólares.

## Galería temporal de arte
Los expertos gubernamentales evaluaron pinturas y estatuas de la colección de arte italiano Don Marcello Massaranti en el piso 10 del Parker Building en julio de 1902. A partir de agosto de 1904 la colección de arte continuó exhibiéndose allí. Henry Walters compró la colección por 1 000 000 de dólares en Roma en 1902. Eventualmente trasladó las obras a su galería en las calles Charles y Center de Baltimore. El edificio fue diseñado por los arquitectos Delano y Aldrich de la ciudad de Nueva York. Se convirtió en el Museo de Arte Walters.

## Registros comerciales
El Parker Building fue vendido por John H. Parker Company a través de CE Harrell & Company. El Parker Building fue comprado por un grupo de inversionistas de Chicago por un precio de entre 1 700 000 y 1 800 000 dólares. Estaba ubicado en una gran parcela que medía 39 por 45 m. El terreno que ocupaba era propiedad de la finca Matthews y pasó a manos de Cameron Company en 1897. Parker Company pagó unos 700 000 dólares por el terreno en agosto de 1899.
En octubre de 1900, C. E. Harrell & Company arrendó aproximadamente 2787 m² en el Parker Building a Kay Scheerer Company, un vendedor de instrumentos quirúrgicos y suministros para hospitales.

## Incendio
El Parker Building y el hotel Florence adyacente fueron quemados irremediablemente por un incendio que comenzó en el sexto piso del Parker Building, el 10 de enero de 1908. Un vigilante nocturno descubrió las llamas en las habitaciones ocupadas por Detmer Woolen Company. El hotel estaba separado del Parker Building por un estrecho callejón de cuatro metros y medio. La conflagración comenzó alrededor de las 7 de la noche y, a las 11, el Parker Building estaba destruido.
Se informó erróneamente que el incendio fue iniciado por miembros de una secta hunchakista armenia que tenía como objetivo la empresa A & M Karagheusian, una empresa importadora de alfombras, ubicada en el cuarto piso del Parker Building. Mihran Karagheusian fue amenazado por Parseg Nevrovzyan varios meses antes del incendio. Nevrovzyan prometió infligir 200 000 en daños al negocio de Karagheusian, pero no nombró al Parker Building al hacer su amenaza. Nevrovzyan fue arrestado. Prometió revelar al gobierno turco un complot revolucionario en el que, según afirmó, estaba interesado el hermano de Karagheusian, Arshag. Arshag residía en Constantinopla.